# Ilie-Oană-Stadion
Das Ilie-Oană-Stadion (rumänisch Stadionul Ilie Oană) ist ein Fußballstadion in der rumänischen Stadt Ploiești. Es bietet Platz für 15.097 Zuschauer und ist die Heimspielstätte des Fußballvereins Petrolul Ploiești.

## Geschichte
Das Ilie-Oană-Stadion in Ploiești, einer Stadt mit ungefähr 230.000 Einwohnern im Südosten Rumäniens, wurde in den Jahren 2010 bis 2011 erbaut. Am 25. September 2011 folgte dann die Eröffnung der neuen Arena mit einem Erstligaspiel des zukünftigen Nutzervereins Petrolul Ploiești gegen den Hauptstadtklub Dinamo Bukarest, das von der Gastmannschaft mit 5:1 gewonnen werden konnte. Seit September 2011 wird das Ilie-Oană-Stadion nun also vom Verein Petrolul Ploiești als Austragungsort für Heimspiele im Fußballsport genutzt. Petrolul Ploiești wurde in seiner Geschichte bis heute dreimal rumänischer Fußballmeister, während der nationale Pokalwettbewerb ebenfalls dreimal gewonnen werden konnte. Der letzte Erfolg in diesem Turnier datiert aus dem Jahr 2013 und ist somit auch teilweise im neuen Stadion erreicht worden. Gegenwärtig spielt Petrolul Ploiești in der höchsten Spielklasse im rumänischen Fußball, der Liga 1.
Das Ilie-Oană-Stadion ersetzte ein gleichnamiges, älteres Stadion als Heimstätte von Petrolul Ploiești. Das alte Stadion war bereits 1937 erbaut worden und bot zuletzt noch Platz für 14.000 Zuschauer, entsprach aber nur in sehr begrenztem Maße den Anforderungen an eine moderne Spielstätte. So bestand es beispielsweise größtenteils aus Stehplätzen, während die neue Arena einzig über Sitzplätze verfügt. Das alte Ilie-Oană-Stadion wurde 2010 abgerissen, damit an dieser Stelle das neue Rund errichtet werden konnte.
Das neue Ilie-Oană-Stadion bietet 15.097 Zuschauerplätze und ist wie schon sein Vorgänger benannt nach Ilie Oană, einem früheren Spieler von Petrolul Ploiești, der den Verein dann auch noch neun Jahre als Trainer betreute und sich in dieser Funktion für die erfolgreichste Phase in der Vereinsgeschichte verantwortlich zeigte.